# Cardan (gemeente)
Cardan is een gemeente in het Franse departement Gironde (regio Nouvelle-Aquitaine) en telt 373 inwoners (1999). De oppervlakte bedraagt 4,25 km², de bevolkingsdichtheid is 87 inwoners per km².

## Demografie
Onderstaande figuur toont het verloop van het inwonertal (bron: INSEE-tellingen).

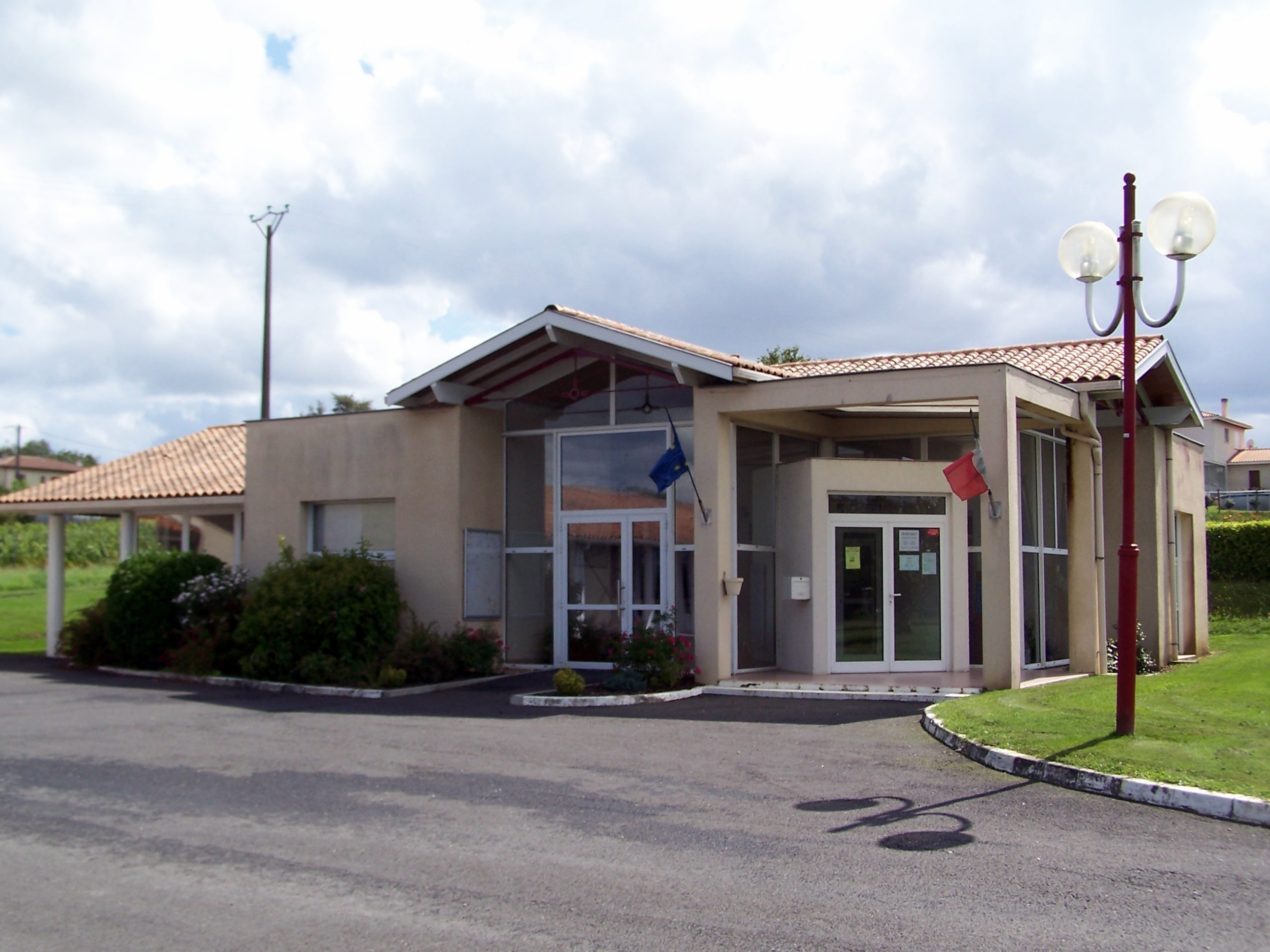
Gemeentehuis

1. ↑  Populations de référence 2022.